# 호스군

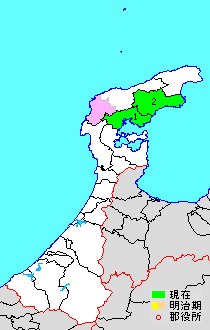
이시카와현 호스군의 범위 (1.아나미즈정 2.노토정 녹색,분홍:출범 당시의 군역)

호스군(일본어: 鳳珠郡, ほうすぐん)은 일본 이시카와현의 군이다.
인구 20,153명, 면적 456.48km², 인구밀도 44.1명/km².(2025년 3월 1일, 추계인구)
이하 2정으로 구성된다.
- 아나미즈정(穴水町)
- 노토정(能登町)

## 개요
후게시군(鳳至郡)과 스즈군(珠洲郡)의 경계에 걸친 시정촌 합병에 의해 신설된 군이다. 노토정의 출범에 따라 후게시군과 스즈군의 경계가 소멸하면서 그동안 두 군의 전역을 포함하는 새로운 군으로 신설되었다. 후게시군의 남은 아나미즈정, 몬젠정도 동시에 호스군 소속이 되었다.
호스군 신설 이전부터 양 군에서 공동 개최하는 행사 등이 존재하며, 그 때에 두 지역을 총칭하는 호칭으로 '호스'(鳳珠)가 사용했기에 현지에서는 위화감 없이 받아들여지는 명칭이었다. 예컨대 이시카와현민체육대회 예선대회 등에서 '후게시군 스즈군 공동체육대회'(鳳至郡珠洲郡共同体育大会)를 '호스군체'(鳳珠郡体)라고 불렀다.

## 역사
- 2005년 3월 1일
  - 구 후게시군 노토정·야나기다촌, 구 스즈군 우치우라정이 합병해 노토정이 되었다.
  - 후게시군·스즈군을 재편하면서 노토정 및 아나미즈정·몬젠정의 구역으로 호스군을 신설하였다.(3정)
- 2006년 2월 1일 - 몬젠정이 와지마시와 합병해 와지마시가 성립, 군에서 이탈하였다.(2정)